# Christoph Buys Ballot
Christophorus Henricus Diedericus Buys Ballot (10. října 1817 Kloetinge – 3. února 1890 Utrecht) byl nizozemský průkopník meteorologie a chemik. Proslul definováním Buys-Ballotova pravidla.

## Život
Navštěvoval gymnázium v Zaltbommelu a Hogeschool (nyní univerzita) v Utrechtu. Po doktorátu v roce 1844 začal na univerzitě vyučovat mineralogii a geologii, v roce 1846 přidal teoretickou chemii. V roce 1847 byl jmenován profesorem matematiky a od roku 1867 až do svého odchodu do důchodu byl profesorem fyziky.
Je autorem tzv. Buys-Ballotova pravidla („pokud stojíme na severní polokouli tváří proti větru, nachází se tlaková níže po naší pravé straně, zatímco na jižní polokouli je tomu přesně naopak“). Jeho hlavní výzkumné úsilí v meteorologii se soustředilo na zkoumání dlouhodobých řad pravidelností; více se zajímal o stanovení pravidelností, než o jejich vysvětlení. Vymyslel za tím účelem tabulkovou metodu pro zjištění periodicity v časových řadách. Krom úspěchů v meteorologii byl znám například tím, že v roce 1845 otestoval Dopplerův jev pomocí skupiny hudebníků hrajících ve vlaku na trati Utrecht–Amsterdam.
V roce 1873 byl zakladatelem a prvním prezidentem Mezinárodní meteorologické organizace, předchůdce současné Světové meteorologické organizace. V roce 1854 založil Královský nizozemský meteorologický ústav a zůstal jeho ředitelem až do své smrti. V roce 1855 se stal členem Královské nizozemské akademie umění a věd. K jeho žákům patřil významný nizozemský astronom Jacobus Kapteyn.